# Кизик (город)
Ки́зик (др.-греч. Κύζικος, лат. Cyzicus) — древний город в малоазиатской области Мизия, порт на южном побережье Пропонтиды. Стоял у основания полуострова Капыдаг (греч. Арктоннес, или Медвежий), который в древности был (предположительно) островом, но с течением времени был соединён с материком искусственным перешейком. Археологическая зона расположена в 5 км к северо-западу от порта Бандырма и находится под охраной Министерства культуры Турции.

## История
Город был предположительно основан фессалийскими пеласгами, согласно традициям аргонавтов основывать новый город на месте их высадки. Позднее в районе Кизика разместилось большое количество колоний Милета.
В VI веке до н. э. здесь правил тиран Аристагор, подчинявшийся царям Персии.
Вследствие своего выгодного положения город быстро богател и развивался. Электровые статеры Кизика (кизикины) некоторое время были весьма распространённой валютой среди прочих древнегреческих монет. Наиболее крупные клады кизикинов из числа исследованных учёными были обнаружены: на Принцевых островах (всего собрано 207 монет, из них 160 кизикинов, заложен во второй половине IV века до нашей эры, описан К. Реглингом), в крымском Мирмекии (Мирмекийский клад из 99 статеров, сокрытый, вероятно, во второй четверти IV века до нашей эры, открыт экспедицией Эрмитажа под руководством А. М. Бутягина в 2003 году), в Пирее (81 монета, из них 80 — из Кизика, IV век до нашей эры), в селе Орловка Ренийского района Одесской области (удалось собрать 71 кизикин, время закладки — 330-е годы до нашей эры, открыт в 1967 году), в Клазоменах (91 монета, из них — 70 кизикских статеров, V век до нашей эры).
В течение Пелопоннесской войны (431—404 гг. до н. э.) Кизик был подчинен Афинами и Лакедемоном поочередно. В морском сражении при Кизике в 410 году до н. э. афинские силы полностью уничтожили спартанский флот. В 387 году до н. э. город отошёл к Персии. Однако Александр Македонский в 334 году до н. э. отобрал Кизик у персов.
В первой половине IV века до н. э. выдающийся древнегреческий математик и астроном Евдокс Книдский переселился из Афин в Кизик и основал там свою школу.
Римский император Тиберий присоединил Кизик к своим владениям, оставив его центром Мизии, но переименовал в Геллеспонт. Немного позже Кизик стал одним из самых больших и процветающих городов древнего мира. В I веке нашей эры здесь родился поэт Автомедон.
По преданию, в конце III века в Кизике были казнены 9 христианских проповедников — Феогнид, Руф, Антипатр, Феостих, Артема, Магн, Феодот, Фавмасий и Филимон (впоследствии канонизированных).
Начиная с 443 года, город пострадал от множества землетрясений (последнее из них датируется 1063 годом); место и сам город начали опустевать, население перебиралось в другие районы.
Кизик был временно захвачен арабами в 675 году. В 1081 году город был взят турками-сельджуками, но уже через 15 лет они были оттуда полностью изгнаны.
Во времена Османской империи прилегающая к бывшему городу территория была включена в вилайет Бурса.

## Достопримечательности
Археологическая зона находится среди болот и именуется Балкиз Сераи, или Бал-Киз. Жильё на территории древнего города и в непосредственной близости от него отсутствует. Руины немногочисленны. Можно проследить стены, датируемые IV в. до н. э. Также доступны для обозрения фундамент колоссального храма Адриана, останки древнеримского акведука и огромного амфитеатра.